# Gamopétala
Gamopétala é uma flor em que as pétalas são soldadas entre si. Em alguns casos as gamopétalas podem aparentar uma só pétala cilíndrica. No caso das plantas da família Asteraceae, cada "pétala" aparente e vistosa são cinco pétalas unidas (gamopétalas) de uma das pequenas flores que formam a inflorescência.